# Копил Сергій Анатолійович
Сергій Анатолійович Копил (нар. 3 вересня 2002) — український футболіст, півзахисник українського клубу ЛНЗ (Черкаси).

## Клубна кар'єра
У матчах чемпіонату України у складі ЛНЗ дебютував 10 червня 2023 року у першій грі плей-оф між командами «Інгулець» (Петрове) – ЛНЗ, за право грати в сезоні 2023–2024 в УПЛ.